# Linha do Minério
A Linha do Minério (na Suécia: Malmbanan; na Noruega: Ofotbanen) é uma via férrea que liga Luleå na Suécia a Narvik na Noruega.

Tem uma extensão de 484 quilômetros na Suécia - com o nome Malmbanan, e 43 km na Noruega - com o nome Ofotbanen. 

Tem via única e é totalmente eletrificada.

É trafegada principalmente por comboios/trens carregados de minério de ferro, provenientes das minas de Kiruna e Malmberget, para os portos de exportação em Narvik, no litoral do Mar da Noruega, e Luleå, no litoral do mar Báltico.
 
Na parte da linha ligando Kiruna a Narvik são transportadas anualmente 15 milhões de toneladas de minério, e na parte ligando Kiruna a Luleå 7 milhões de toneladas.

## Itinerário
A linha atravessa:

Luleå - Boden - Gällivare - Kiruna - Riksgränsen - Narvik